# Espada (canción)
«Espada» es una canción de la cantante chilena Javiera Mena, lanzada el 27 de noviembre de 2013 en formato digital y producida por Cristián Heyne. Fue el primer sencillo del tercer álbum de Mena, llamado Otra era, que fue lanzado en octubre de 2014.

## Video musical
El video musical de «Espada» fue lanzado en YouTube el 9 de enero de 2014, dura cuatro minutos y quince segundos, fue dirigido por Luis Cerveró.
El video musical muestra como similar del video musical de «Al siguiente nivel» de la misma artista y «Can't Get You Out Of My Head» de Kylie Minogue. La estética ochentera y futurista destaca en el vídeo, que además muestra varias referencias lésbicas.

## Presentaciones en vivo
«Espada» fue interpretada por Mena en el programa chileno Mentiras verdaderas transmitido por La Red el 10 de enero de 2014. La cantante la interpretó también en varias presentaciones, destacando la que realizó la noche del 19 de marzo de 2014 en Fausto Discotheque, en donde cantó además «Luz de piedra de luna».

## En la cultura popular
«Espada» fue incluida en la banda sonora de la teleserie de Canal 13 Mamá mechona.

## Posicionamiento en listas
| Año  | Listas              | Posición           |
| ---- | ------------------- | ------------------ |
| 2014 | Chile Singles Chart | 24[cita requerida] |